# エルレンバッハ (ハイルブロン郡)
エルレンバッハ (ドイツ語: Erlenbach) は、ドイツ連邦共和国バーデン＝ヴュルテンベルク州ハイルブロン郡に属す町村（以下、本項では便宜上「町」と記述する）で、エルレンバッハ地区とビンスヴァンゲン地区の2地区からなる。

## 地理

### 位置
エルレンバッハは、標高317mのカイベルク山の麓、ズルム川渓谷下流部に位置するハイルブロン郡の町である。カイベルクは、この町で最も高い場所にあたる。最も低い場所は、ネッカーズルムとの町境近くのズルム川沿いである。

### 土地利用
1272haの町域のうち、458.4haが森林である。

### 隣接する市町村
エルレンバッハに隣接する市町村は、西から時計回りに、ハイルブロン（郡独立市）、ネッカーズルム、エーバーシュタット、ヴァインスベルクである。ハイルブロンを除く市町村はいずれもハイルブロン郡に属す。エルレンバッハは、ネッカーズルムおよびウンターアイゼスハイムとともに行政共同体を形成している。

### 自治体の構成
エルレンバッハは、エルレンバッハ地区（東側）とビンスヴァンゲン地区（西側）からなる。

## 歴史
エルレンバッハはおそらく500年頃にフランク人が、ビンスヴァンゲンは同じ頃にアレマン人が創設したと考えられている。エルレンバッハは、1130年にヒルザウ修道院へ贈与された際にヒルザウ文書中に初めて言及されている。ビンスヴァンゲンは、1176年11月8日にローマ教皇アレクサンデル3世の保護状中に初めて記録されている。両方の村とも、ヴァインスベルク家のショイアーベルク領に編入された。
後に、両村はマインツ選帝侯領に組み込まれ、1484年5月27日にドイツ騎士団の騎士団領となった。エルレンバッハとビンスヴァンゲンはフランケン騎士領に属した。ドイツ騎士団の消滅後、1805年にヴュルテンベルク王国領となり、オーバーアムト・ネッカーズルムに編入された。このオーバーアムトは1934年にネッカーズルム郡と改名された。1935年4月1日にビンスヴァンゲンとエルレンバッハは、エルレンバッハの名の下に合併した。エルレンバッハ郡の廃止に伴い、1938年10月1日にエルレンバッハはハイルブロン郡に編入された。第二次世界大戦後の人口増加に伴う建設工事により、両村は一体化した。

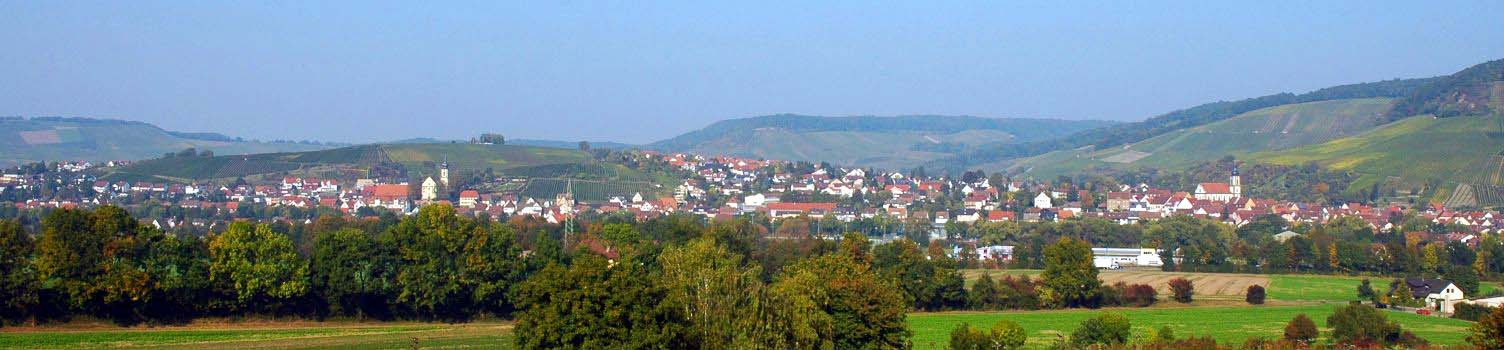
ハイルブロンのヴァルトベルクから見たエルレンバッハ。左がビンスヴァンゲン地区、右がエルレンバッハ地区であるが、両集落が一体化しているのがわかる。

### 宗教

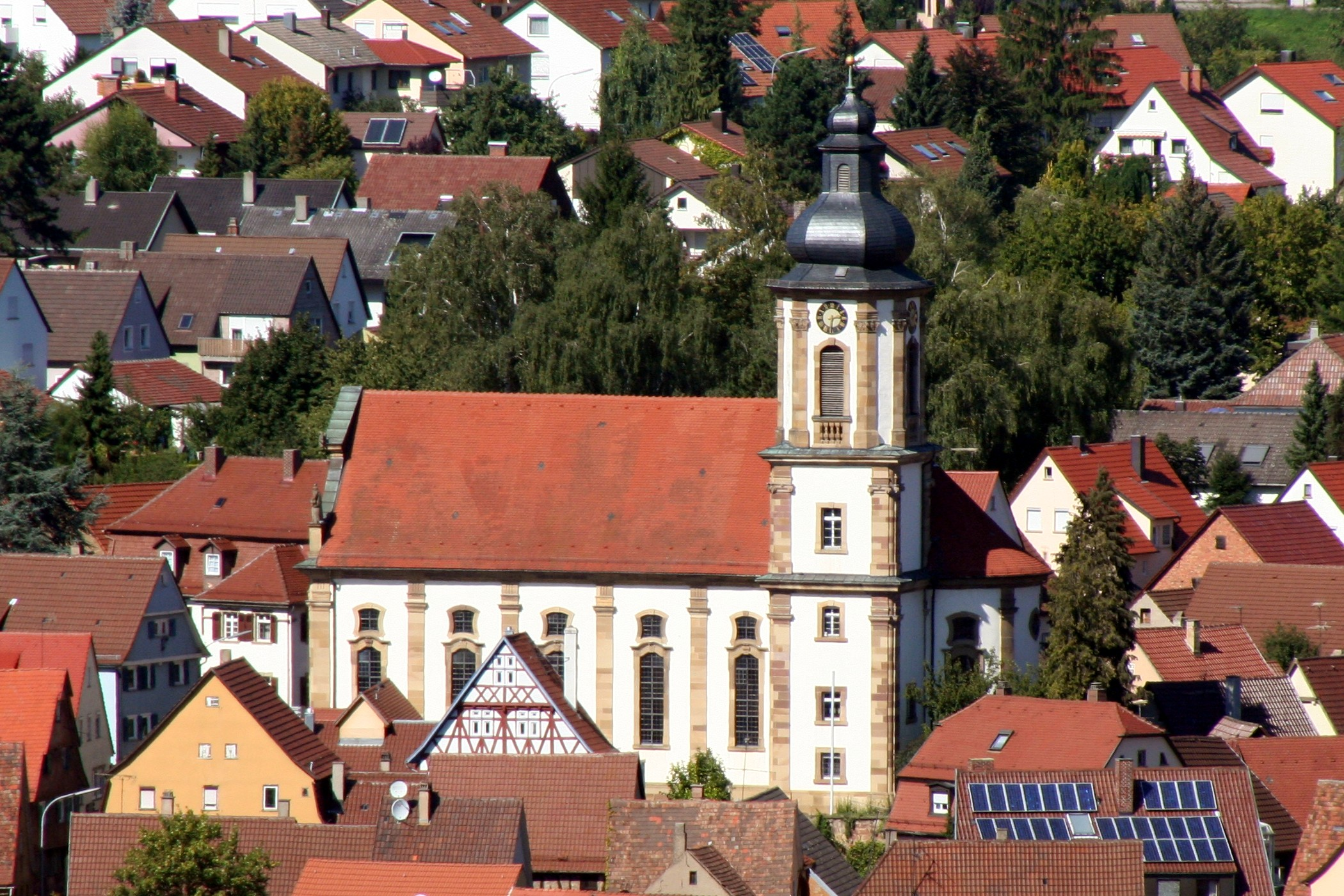
聖マルティヌス教会

エルレンバッハの住民は多くがカトリック信者である。カトリック教会組織としてエルレンバッハ聖マルティヌス教会、ビンスヴァンゲン聖ミヒャエル教会、プロテスタントの教会組織としてはエルレンバッハ＝ビンスヴァンゲン・キリスト教会がある。

## 行政

### 議会
エルレンバッハの議会は14議席からなる。議会では、これに議長を務める首長が加わる。

### 紋章と旗
図柄: 銀地に、端がユリ型になった金の十字架を重ねた黒いドイツ騎士団十字（紋章の端から端まで貫く黒い十字）。その上に銀地の小さい盾型が重ねられ、その中に緑の葉を持つ青いブドウの房が描かれている。
町の旗は、青 - 白である。

### 姉妹都市
- セシュ＝シュル＝ル＝ロワール （フランス、メーヌ＝エ＝ロワール県）2000年

## 文化と見所

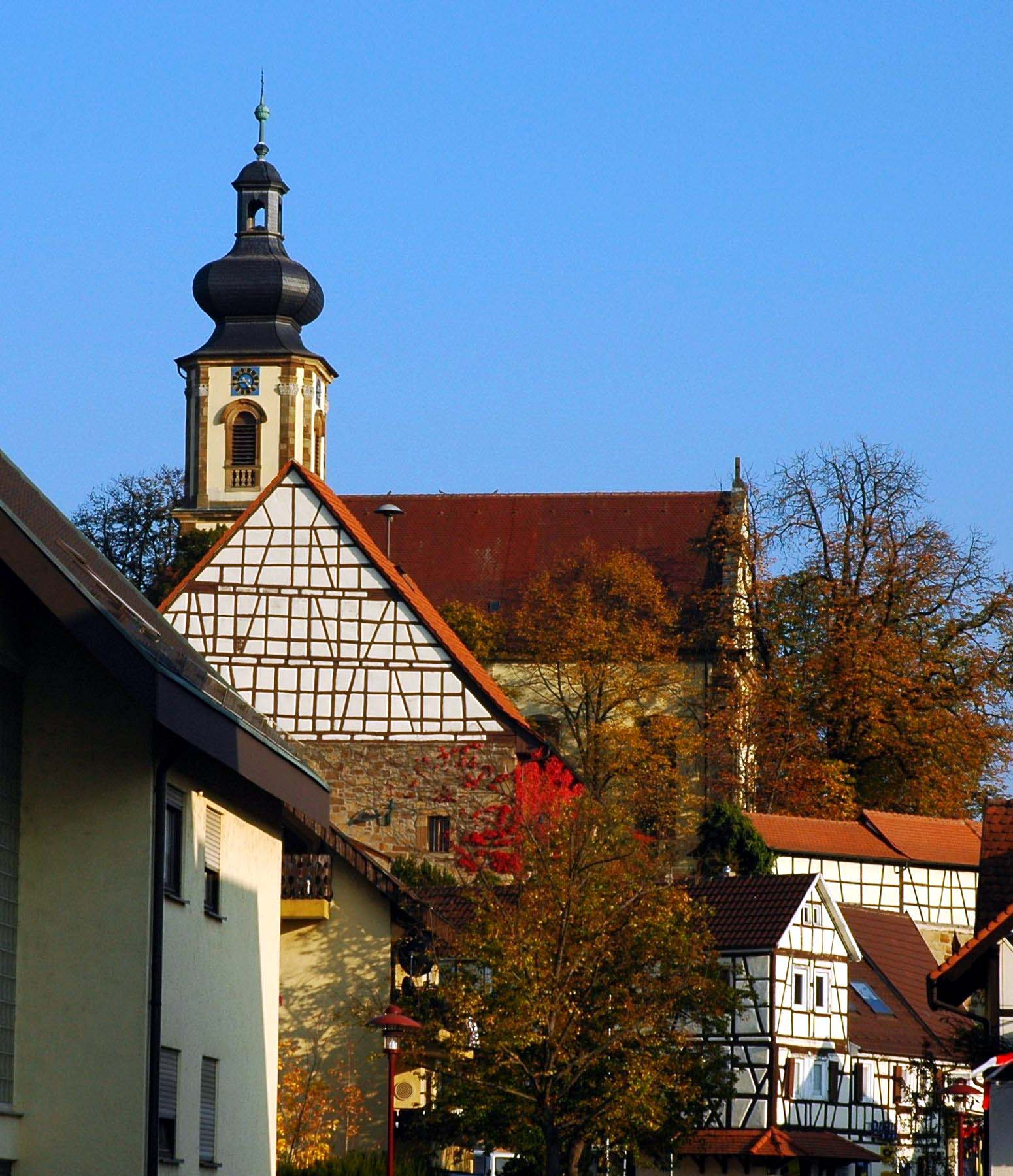
ビンスヴァンゲン地区の聖ミヒャエル教会

### 建築
エルレンバッハとビンスヴァンゲンには、それぞれバロック教会がある。エルレンバッハの聖マルティヌス教会は1753年、ビンスヴァンゲンの聖ミヒャエル教会は1788年に建てられた。どちらも記念保護建造物となっている。エルレンバッハのバロック様式の司教館は1781年にフランツ・ヘッフェーレによって建設された。この町で最も古い建築の一つがエルレンバッハのパン焼き小屋と1575年の旧学校である。マルクト広場に面したエルレンバッハの町役場は1698年の建築である。1574年に建設された450 m²の広さをもつビンスヴァンゲンのドイツ騎士団の旧十分の一税倉庫はワイン造り博物館「アルテ・ケルター・ビンスヴァンゲン」に利用されている。ビンスヴァンゲンの中心から外れた、現在の州道1101号線沿いに、1768年に建設された聖ヴォルフガング礼拝堂がある。

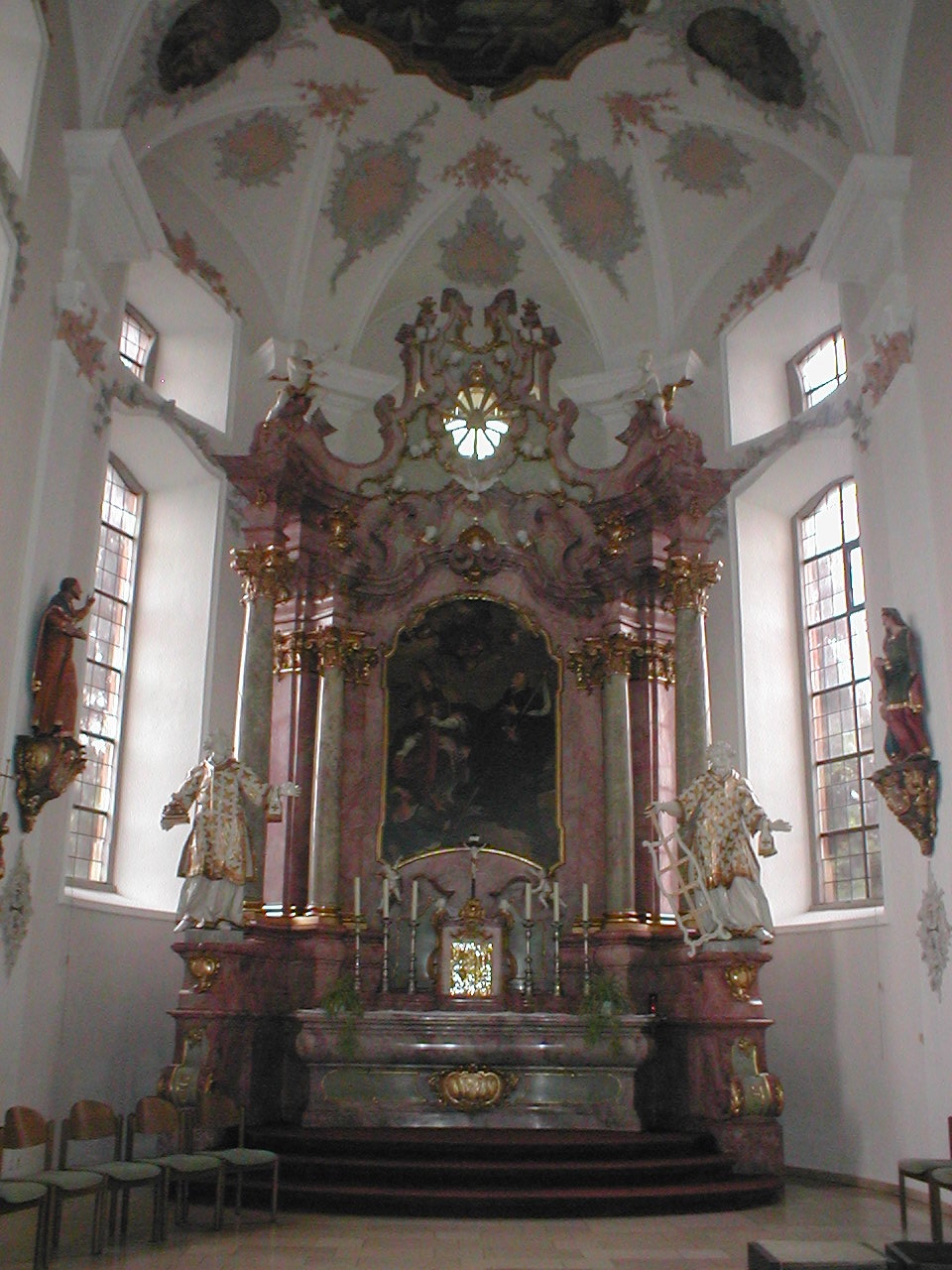
聖マルティヌス教会の祭壇
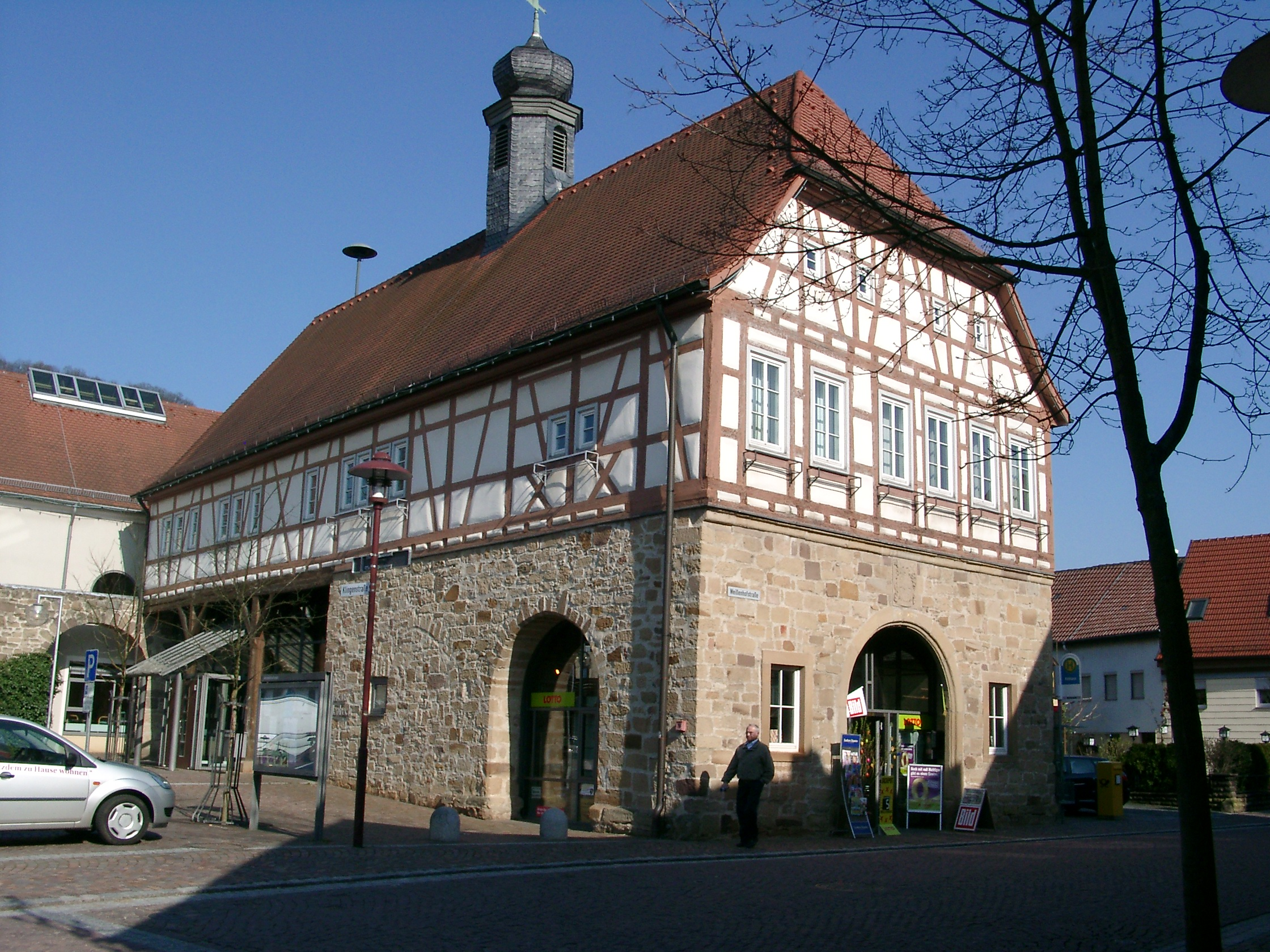
エルレンバッハの町役場
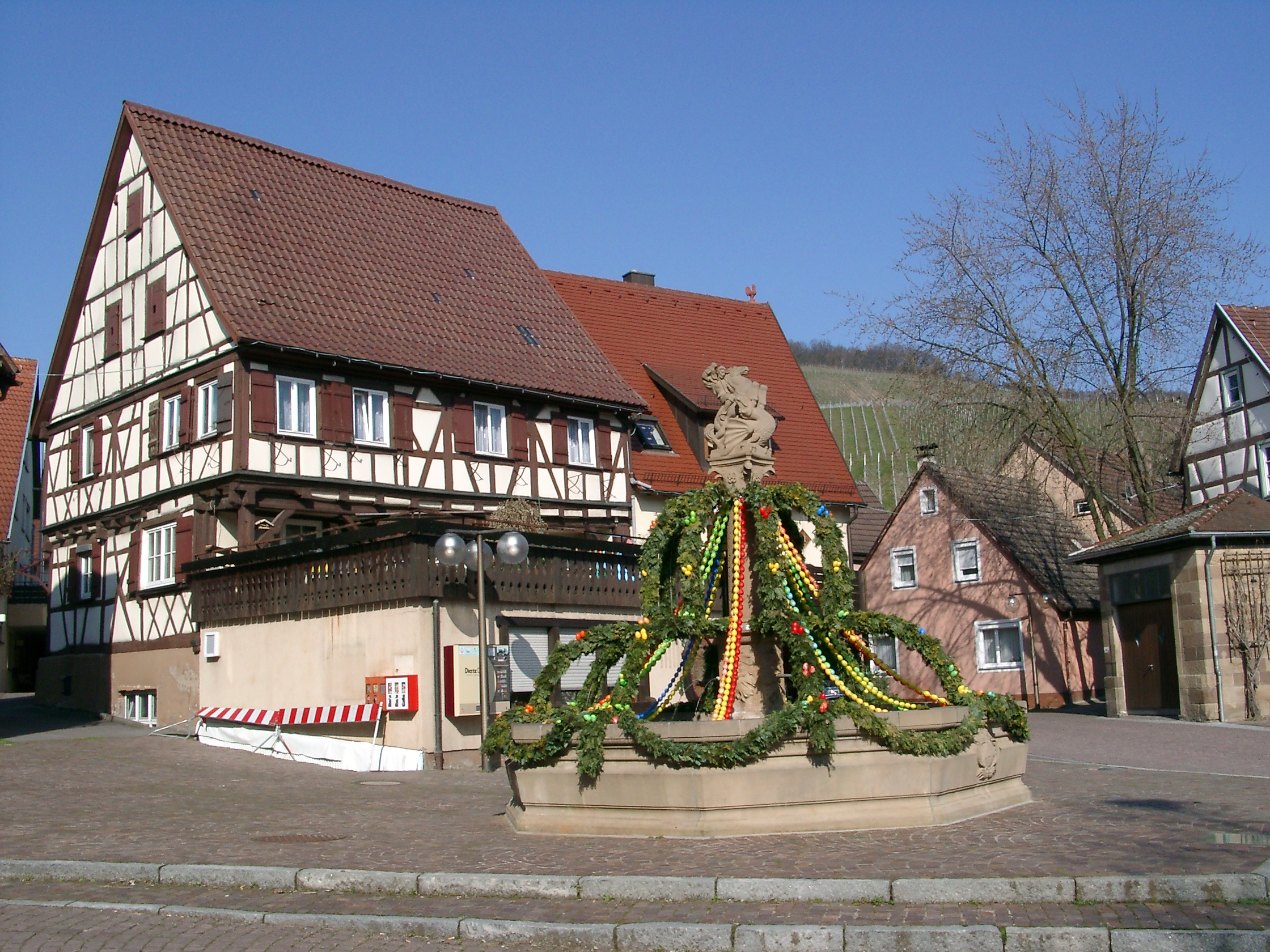
エルレンバッハのマルクト広場

### 音楽
ビンスヴァンゲンとエルレンバッハにはそれぞれ音楽愛好会がある。エルレンバッハの音楽協会は、毎年、春のコンサートや2年ごとのマルクト広場でのセレナード演奏およびエルレンバッハの聖マルティヌス教会での教会コンサートが行われる。この他にOriginal Erlenbacher Weinfestes（ワイン祭）の主催者でもある。

### スポーツ
エルレンバッハには、通常のスポーツ愛好会の他に、サイクルフィギュアで有名な Verein Radsportverein Concordia Erlenbach 1923 e.V. (RSV Erlenbach) がある。この愛好会の活動は、大きな成果を上げており、ドイツ・チャンピオン、ヨーロッパ・チャンピオン、世界チャンピオンを輩出している。

### 年中行事
年に2度、ワイン祭が開催される。毎年7月に多目的ホールで開催される Rund um den Weinと、8月第3週末の金曜日から月曜日にマルクト広場に面した町役場周辺で開催される Original Erlenbacher Weinfest (Rund ums Rathaus) である。
謝肉祭の時期には、カーニバル・クラブ Binswanger Boschurleの主催で、バラの月曜日の行列や、豪華なパーティーが開催される。

## 経済と社会資本
この町には、病院、薬局、幼稚園、ショッピングセンター、郵便支局がある。エルレンバッハへの水の供給は、Bodensee-Wasserversorgungにより確保されている。

### ワイン製造

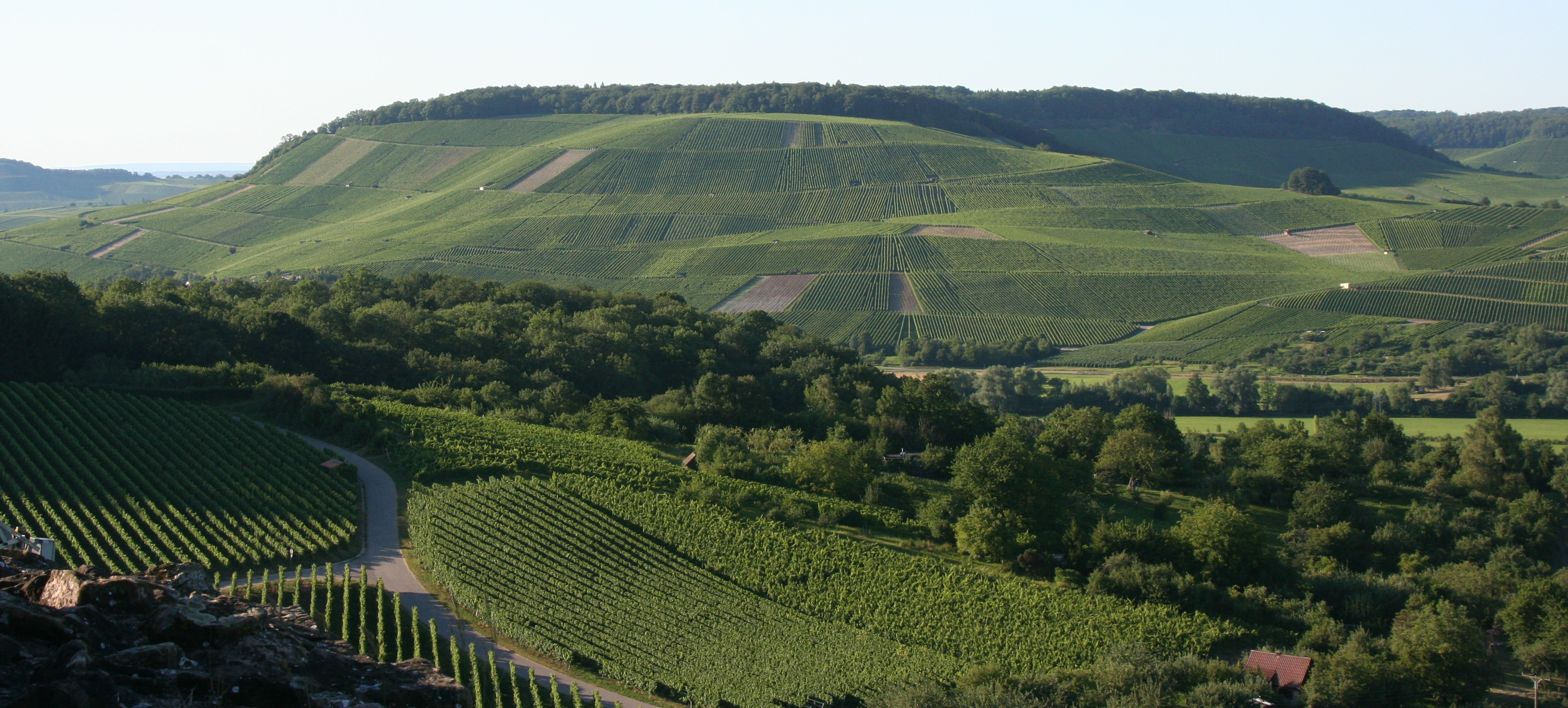
カイベルクのブドウ畑

エルレンバッハはワイン町で、約250haのブドウ畑がある 。既述した通り、1130年にはすでに、ブドウ畑に関する記録が遺されている。ワイン造りは古くから主要な収入源であり、現在でもエルレンバッハの重要な経済活動である。エルレンバッハ全域は、ハイルブロン＝エルレンバッハ＝ヴァインスベルク・ワイン製造者組合に加盟している。この町は、ヴュルテンベルク・ワイン街道沿いに位置している。ビンスヴァンゲン地区の旧ドイツ騎士団の十分の一税倉庫をワイン造り博物館として利用している。毎年7月（ビンスヴァンゲン）と8月（エルレンバッハ）にワイン祭が開催される。

### 交通
エルレンバッハには州道が走っており、近隣の市町村を結んでいる。鉄道や長距離道路網への接続は隣接するハイルブロン、ネッカーズルム、ヴァインスベルクから可能である。アウトバーンA6号線が町内を走っているが、インターチェンジは町内にはない。

### メディア
エルレンバッハでの出来事は、日刊紙 Heilbronner Stimmeの北中部版(NM)に掲載される。この他に週刊で町の広報紙 Nachrichten aus Erlenbach-Binswangenが発刊されている。